# Villiers-le-Bois
Villiers-le-Bois é uma comuna francesa na região administrativa de Grande Leste, no departamento de Aube. Estende-se por uma área de 5,16 km². Em 2010 a comuna tinha 99 habitantes (densidade: 19,2 hab./km²).